# Equus giganteus
El caballo gigante (Equus giganteus) es una especie extinta de caballo que vivió en América del Norte durante el Pleistoceno, extinguiéndose hace 12,000 años aproximadamente. Medía 2 metros de altura (hasta la cruz) y pesaba entre 1200-1500 kg, esta especie era tan grande como la mayoría de los caballos de tiro. Fue clasificado por primera vez por Gidley en 1901.